# Anton Krinner
Anton „Toni“ Krinner (* 14. Juni 1967 in Bad Tölz; † 2. März 2017) war ein deutscher Eishockeyspieler und -trainer.

## Karriere

### Als Spieler
Krinner begann seine Karriere beim heimischen EC Bad Tölz, bei dem er in der zweiten Bundesliga spielte. Zur Saison 1986/87 wechselte er zu Eintracht Frankfurt, die in die Bundesliga aufgestiegen waren. Nach einer Spielzeit kehrte er zurück in die zweite Bundesliga und zurück nach Bayern, mit jeweils einer Saison in Riessersee und Bayreuth. Es folgten zwei weitere Jahre in der höchsten deutschen Spielklasse beim Mannheimer ERC.
Im Sommer 1992 wechselte Krinner zum Augsburger EV in die zweite Bundesliga, mit dem er 1994 als Meister den Aufstieg in die neugeschaffene Deutsche Eishockey Liga feierte. Im Anschluss an das Engagement in Augsburg spielte Krinner bei den Kassel Huskies, mit denen er 1997 deutscher Vizemeister wurde. 1997 kehrte er zurück nach Bad Tölz, spielte später in Heilbronn, Braunlage und Ulm. Ulm war danach auch seine erste Trainerstation.

### Als Trainer
In der Saison 2005/06 war Krinner zunächst Trainer und später sportlicher Leiter der Moskitos Essen, ehe er Anfang Januar 2006 Trainer der Grizzly Adams Wolfsburg wurde. Zunächst erhielt er einen Vertrag bis zum Saisonende, der bereits im März 2006 um ein Jahr verlängert wurde. In der Saison 2006/07 gelang der Aufstieg in die Deutsche Eishockey Liga, in der Krinner weiterhin die Grizzly Adams trainierte. Er unterschrieb einen Vertrag bis 2009. Zur Saison 2010/11 wechselte Krinner zu den Hannover Scorpions, wo er Nachfolger von Hans Zach wurde. Nachdem die Mannschaft die Play-offs nicht erreicht hatte, wurde er am 11. März 2012 entlassen.
Anfang Januar 2013 trat Krinner die Nachfolge von Axel Kammerer beim SC Riessersee an, um den Klub in die Erfolgsspur zurückzuführen. Zwei Jahre später, am 19. Januar 2015, kündigte der gebürtige Tölzer seinen Vertrag bei Riessersee, am 20. Januar wurde seine Verpflichtung als Cheftrainer des Ligakonkurrenten EVL Landshut Eishockey bekanntgegeben.
Riessersee legte daraufhin Rechtsmittel gegen die Kündigung Krinners ein. Am 29. Januar 2015 traf das Arbeitsgericht Weilheim die Entscheidung, dass die fristlose Kündigung von Anton Krinner als Trainer des DEL2-Clubs SC Riessersee nicht rechtskräftig war, und gab damit einer Klage des SC Riessersee statt. Damit blieb der 47 Jahre alte Eishockeylehrer formell weiterhin Trainer beim SC Riessersee. Gleichzeitig gab das Gericht einer einstweiligen Verfügung des SC Riessersee statt, wonach Krinner ohne eine im gegenseitigen Einvernehmen getroffene Vereinbarung nicht am Spiel- und Trainingsbetrieb des EV Landshut teilnehmen durfte, solange sein Arbeitsvertrag in Riessersee noch Gültigkeit besaß.
Im Dezember 2015 trat er von seinem Trainerposten beim EV Landshut zurück, nachdem er schon im Juni 2015 von einer Krebserkrankung erfahren hatte. Schon im Februar 2016 wurde er Cheftrainer beim DEL2-Klub ESV Kaufbeuren. Kurz vor dem Start der Saison 2016/17 legte er sein Amt nieder, nachdem sein Vater einen schweren Jagdunfall erlitten hatte und Krinner die Leitung der zwei Familienunternehmen übernahm.
Am 25. Oktober 2016 wurde er als Nachfolger des entlassenen Daniel Naud Cheftrainer des Zweitligisten Ravensburg Towerstars.
Am 2. März 2017 starb Krinner im Alter von 49 Jahren in einer Klinik bei Bad Tölz an Lymphdrüsenkrebs.

## Erfolge und Auszeichnungen

### Als Spieler
- 1994 Meister der 2. Bundesliga und Aufstieg in die DEL mit dem Augsburger EV
- 1997 Deutscher Vizemeister mit den Kassel Huskies

### Als Trainer
- 2004 Vize-Meister der Oberliga und Aufstieg in die 2. Bundesliga mit den Moskitos Essen
- 2007 Meister der 2. Bundesliga und Aufstieg in die DEL mit den Grizzly Adams Wolfsburg
- 2009 Pokalsieger mit Grizzly Adams Wolfsburg

## Karrierestatistik
(Legende zur Spielerstatistik: Sp oder GP = absolvierte Spiele; T oder G = erzielte Tore; V oder A = erzielte Assists; Pkt oder Pts = erzielte Scorerpunkte; SM oder PIM = erhaltene Strafminuten; +/− = Plus/Minus-Bilanz; PP = erzielte Überzahltore; SH = erzielte Unterzahltore; GW = erzielte Siegtore; 1 Play-downs/Relegation; Kursiv: Statistik nicht vollständig)

### Trainerstationen
| Jahre               | Anzahl Saisons | Verein                                | Liga       | Posten      | erreichte Playoffs        | erreichte Titel           |
| 2002–2003           | 1              | EC Ulm/Neu-Ulm                        | Oberliga   | Cheftrainer | keine                     | keine                     |
| 2003–2004           | 1              | Moskitos Essen                        | OL         | Cheftrainer | Finale                    | Vize-Meister und Aufstieg |
| 2007–2010           | 3              | Grizzly Adams Wolfsburg               | DEL        | Cheftrainer | Viertelfinale, Halbfinale | DEB-Pokalsieger           |
| 2010–2012           | 2              | Hannover Scorpions                    | DEL        | Cheftrainer | Viertelfinale             | keine                     |
| 2013–2015           | 1              | SC Riessersee                         | 2. BL/DEL2 | Cheftrainer | Viertelfinale             | keine                     |
| Jan.–Dez. 2015      | 1              | EV Landshut                           | Oberliga   | Cheftrainer | –                         | –                         |
| Feb.–Aug. 2016      | 1              | ESV Kaufbeuren                        | DEL2       | Cheftrainer | –                         | –                         |
| Okt. 2016–März 2017 | 1              | EV Ravensburg (Ravensburg Towerstars) | DEL2       | Cheftrainer | –                         | –                         |